# 真里谷円四郎
真里谷円四郎（まりや えんしろう）は、江戸時代の剣客の武号、名跡。
1660年、または1662年に上総国真理谷（現・千葉県木更津市）の豪族上総武田氏の末裔で、野州駒場村の産まれ。前名は山名勝之助。義旭と名乗る。
19歳のときに無住心剣流の二代目小田切一雲に弟子入りし門下に入る。小田切が無住心剣流初代針ヶ谷夕雲と立ち合い、負かしたことで二代目となったように、真里谷も25歳のときに小田切と二度立ち合い、二度とも勝ったことで、免許皆伝と無住心剣流三代目となる。このとき、円四郎の名と無為軒の号を送られた。
以降、生涯千回を超える他流試合を行い、ただの一度も負けることがなかったといわれる。門弟は1万人に及んだとも言われるが、無住心剣流を継ぐ者は現れず、真里谷円四郎の代で途絶えることになった。
寛保2年2月4日（1742年2月4日）死去享年82。
無住心剣流は途絶えることになったが、真里谷円四郎の技は受け継がれ、幕末まで残った。
- 初代 円四郎義旭
- 二代目 円四郎義品[1]
- 三代目 円四郎信栄[1]
- 四代目 新右衛門信興[1]